# 日朝関係
日朝関係（朝鮮語: 조일 관계）は、日本と朝鮮民主主義人民共和国（北朝鮮）の間の二国間関係である。日本と北朝鮮の正式な外交関係は確立されていないが、日本人拉致問題や北核開発問題について話し合うために両国政府の間で外交交渉が行われている。日朝関係は緊張しており、緊張と敵意が目立つ。2014年のBBCワールドサービスの世論調査によると、日本人の91％が北朝鮮の影響を否定的に見ており、わずか1％が肯定的な見方をしており、世界で最も北朝鮮を否定的に認識している。

## 歴史
1945年以前の歴史については、日朝関係史を参照。
北朝鮮の建国後の数年間、日朝関係は敵対的であり、正式な関係は存在していなかった。1949年から1950年にかけて、北朝鮮の指導部は、日本と韓国の李承晩政権との間の経済的・政治的交渉を激しく非難した。しかし、その後、北朝鮮は李承晩ラインをめぐる日韓の対立を利用しようとした。ソビエト連邦をはじめとする共産主義国との融和を目指した鳩山一郎首相の方針に呼応して、1955年2月、北朝鮮の南日外相は、日本との経済的・文化的協力を求める声明を発表した。1955年から1964年にかけて、北朝鮮が日本に対して協力的な姿勢をとることによって日韓の和解を阻止しようとしたことと、北朝鮮がソ連への経済的依存を減らしようとしたこともあり、日朝経済関係は徐々に拡大した。
1955年、北朝鮮は在日本朝鮮人総聯合会（朝鮮総連）の設立を支援した。朝鮮総連は、北朝鮮を支持する在日朝鮮人の支援団体で、事実上の在日大使館として機能している。1959年の赤十字協定締結後、日本から北朝鮮への朝鮮人の自発的帰国は少しずつ順調に進んだ。1960年後半までに、推定60万人の朝鮮人のうち約5万人がソ連のチャーター船によって北朝鮮に帰国した。北朝鮮への帰国事業は、1960年10月にさらに1年間延長され、帰国を希望している推定6万人に対応した。
1965年、北朝鮮政府は日本国と大韓民国との間の基本関係に関する条約を強く批判した。佐藤栄作首相の下で日朝関係は悪化したが、1971年から1972年にかけて、日中国交正常化の過程で日朝間の経済協力を拡大するようになった。田中角栄首相の下で、日本政府は北朝鮮と韓国に対して等距離政策を採用し、文世光事件の際に韓国側に立ち北朝鮮に対抗することを拒否した。それにもかかわらず、北朝鮮との外交関係樹立は依然として控えている。三木武夫の下で、日本は明らかに北朝鮮よりも韓国を支持する政策に戻った。福田赳夫が日本国と中華人民共和国との間の平和友好条約を締結し、1983年に中曽根康弘が訪韓すると、北朝鮮指導部はますます孤立を深めた。日韓協力、日朝対立の時期には、北朝鮮が竹島問題を持ち出して不満を表明していた。
1980年代後半まで、北朝鮮の対日政策は、主に日韓協力を最小限に抑え、日本とのより緊密な外交的・商業的関係を目指しながら、日本の再軍備を阻止することを目的としていた。この政策で重要なのは、特に日本共産党と社会党を支持する日本人や在日朝鮮人の間で、北朝鮮への支持を日本国内で促進することだった。
しかし、何年にわたって、北朝鮮は、日本の多くの潜在的な支持者の目から見て、自らの信用を落とすようなことを繰り返してきた。配偶者とともに北朝鮮に渡った日本人は、日本の親族や友人と連絡を取ることができず、大変な苦労を強いられた。日本がテロ集団として認定している日本赤軍の亡命を北朝鮮が認めたので、日本は軽蔑した。また、北朝鮮が日本の貿易業者に対して借金を支払わないことも、日本人の北朝鮮に対する蔑視を強めた。
日朝関係は1980年代後半にさらに敵対的になった。 両国政府は外交関係を樹立せず、公式な接触もなかった。しかし、野党の日本社会党は北朝鮮との友好関係を持っていた。日本政府は非公式での北朝鮮との貿易を許可し、1980年代には年間2億米ドルを超えていたと報告されている。
日朝関係は、日本に対する北朝鮮のメディア攻撃、1980年代の韓国に対するテロ行為に対する北朝鮮への経済制裁の賦課、北朝鮮の日本企業に対する約5000万ドルの未払い債務などが両国関の緊張を引き起こした。 
2017年、北朝鮮が2度にわたって核ミサイルを日本海に発射したことで、日朝関係は史上最も険悪な状態となった。

### 国交正常化交渉
1990年代初頭、日本は、韓国との関係を維持しながら、北朝鮮との外交関係を樹立することを目的とした長期にわたる交渉を行った。1990年9月、自民党の金丸信率いる日本の政治代表団が北朝鮮を訪問した。金丸と北朝鮮の指導者である金日成との会談後、9月28日に、日本が植民地支配に対して、北朝鮮に謝罪し、補償することを求めた共同宣言が発表された。日本と北朝鮮は、外交関係の樹立を目的とした協議を開始することに合意した。
1991年1月、日本は、朝鮮半島の1910年から1945年の植民地支配について正式な謝罪をし、北朝鮮との国交正常化交渉を開始した。交渉は、北朝鮮と韓国の国連同時加盟案に対して、日本が支持したことによって進展した。北朝鮮の核施設に対する国際査察や日本の補償の内容・金額の問題により、交渉が難航した。
中国やロシアとの関係の変化と同様に、北朝鮮は日本との緊張した関係を改善するために動いた。北朝鮮の、食糧、エネルギー、通貨などの深刻な不足を招いた外交的・経済的孤立からの脱却が主な動機とされる。日本との関係の正常化はまた、日本が韓国が国交正常化したときの前例である日本の植民地支配に対して、北朝鮮が金銭的補償を得る可能性を高める。
1991年1月30日から31日まで第1回国交正常化交渉が開催されたが、賠償問題を巡り、すぐに決裂した。北朝鮮は、植民地支配による損害と第二次世界大戦後の「苦しみと損失」に対する賠償を要求した。日本は、北朝鮮が韓国との核査察の問題を解決することが先決であると主張した。また、1960年代に朝鮮人配偶者と一緒に北朝鮮に移住した日本人に関する情報を提供することを北朝鮮が拒否していることと、第二次世界大戦中にソ連の捕虜となり、北朝鮮に送られた日本兵の問題も挙がった。

## 拉致問題

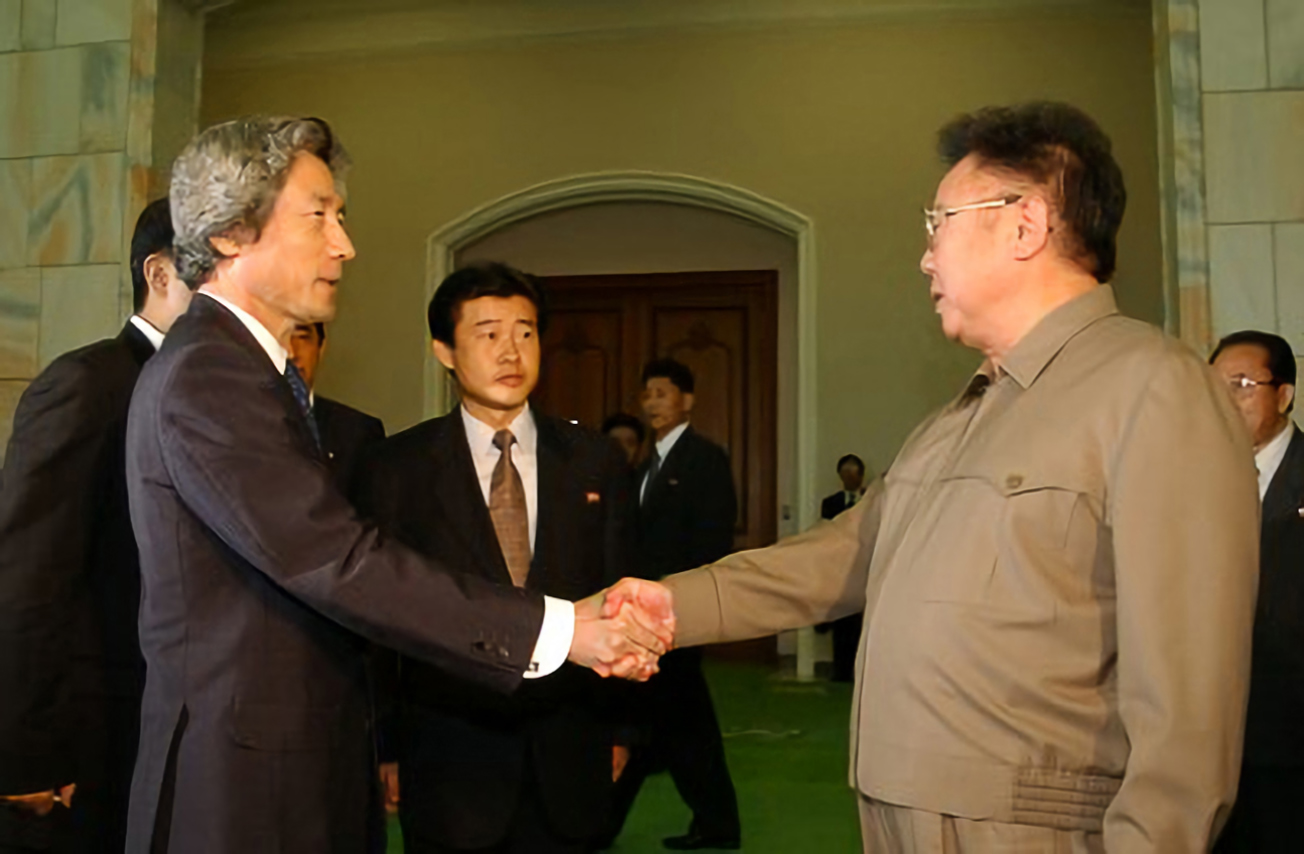
小泉純一郎と金正日、2002年、平壌

北朝鮮政府の工作員による日本からの日本人の拉致は、1977年から1983年までの6年間に発生した。北朝鮮は長年にわたって拉致を否定したが、2002年には13人を認めた。日本に住む韓国人のウンヒは、北朝鮮に誘拐され、スパイ活動の学校で日本人を教えた。2002年と2004年に、小泉純一郎首相は平壌を2回訪問し、彼らの帰還を求めた。北朝鮮は最終的に誘拐された13人のうち5人を返還し、残りの8人が死亡したと主張した。 横田めぐみが13歳で誘拐され、北朝鮮が自殺したと言った横田めぐみの遺体がDNA検査で証明されたと日本が主張したとき、関係へのプラスの効果は崩壊した。日本は北朝鮮に拉致を一掃するよう圧力をかけたが、北朝鮮は問題はすでに解決されていると主張している。
多くの北朝鮮市民は、日本の親戚から送金されたお金に依存している。日本の一部は、政府が北朝鮮に譲歩を強いるためにそれらの送金を断ち切ると脅迫すべきだと信じている。 他の人々は、日本の政治的権利がそれと他の問題を利用して、それ自身のナショナリストの議題を前進させていると信じている。
アメリカ合衆国のドナルド・トランプは安倍晋三の要請で金正恩との会談でこの問題を提起し、「これから取り組む」と述べた。それ以上の詳細は与えられなかった。

## その他の活動
拉致以外にも、麻薬密輸、海上密猟、スパイなど、日本での北朝鮮の秘密活動をめぐって両国間で何度も対立が起きている。北朝鮮によるミサイル実験は、ミサイルが日本の領空を通過することがあるため、日本にとって懸念事項である。
1998年、北朝鮮はテポドン1号の発射に成功し、日本上空を通過して太平洋に落下した。この試射は、北朝鮮の核開発をめぐり、ニューヨークで米朝間で交渉が行われていたため、政治的反抗行為と見なされていた。
2017年3月17日、日本は北朝鮮のミサイル発射実験後、初めて避難訓練を実施した。同日、トランプ大統領は北朝鮮に対し、レックス・ティラーソン国務長官が韓国訪問中に北朝鮮への攻撃をほのめかした直後に北朝鮮に対して「非常に悪い行動をしている」と語った。2019年11月、北朝鮮の国営メディアは、日本の安倍晋三首相が北朝鮮の最新の多連装ロケット発射実験を弾道ミサイル発射と呼んだことについて、近い将来、日本が本物の弾道ミサイルを見るかもしれないと警告した。その後、2021年10月、北朝鮮は日本の海域でより多くのミサイルを発射した。

## 六者会合
2007年2月13日の六者会合では、燃料援助と日米両国との関係の正常化に向けた措置との引き換えに、北朝鮮が寧辺核施設を閉鎖することに合意した。

## 最近の二国間協議
両国は2007年9月に二国間協議を行い、2008年6月に再開された。